# Triacanthella nivalis
Triacanthella nivalis är en urinsektsart som beskrevs av Cassagnau och Louis Deharveng 1974. Triacanthella nivalis ingår i släktet Triacanthella och familjen Hypogastruridae. Inga underarter finns listade i Catalogue of Life.